# Touch Me!
touch Me! – ósmy album studyjny japońskiej piosenkarki Mai Kuraki, wydany 21 stycznia 2009 roku. Utwór I can't believe you !! został użyty w zakończeniach programu Beat Takeshi's TV Tackle (jap. ビートたけしのTVタックル), utwór Hello! wykorzystano jako piosenka przewodnia programu Darwin no dōbutsu daizukan wa ro~! Animal (jap. ダーウィンの動物大図鑑 はろ〜!あにまる). Osiągnął 1 pozycję w rankingu Oricon i pozostał na liście przez 10 tygodni, sprzedał się w nakładzie 90 302 egzemplarzy. Album zdobył status złotej płyty.

## Lista utworów
| CD  | |             |                        |                             |      |
| Nr  | Tytuł | Słowa       | Kompozycja             | Aranżacja                   | Czas |
| 1.  | "touch Me!" | Mai Kuraki  | Yue Mochizuki          | Cybersound                  | 5:09 |
| 2.  | "Ichibyōgoto ni Love for you" (jap. 一秒ごとに Love for you)                                                        | Mai Kuraki  | Aika Ōno               | Cybersound                  | 3:57 |
| 3.  | "Break the Tone" | Mai Kuraki  | Mari Fujita            | Mai Fujita, DAY TRACK       | 3:32 |
| 4.  | "Yume ga saku haru" (jap. 夢が咲く春)                                                                               | Mai Kuraki  | Akihito Tokunaga       | Akihiro Tokunaga            | 3:54 |
| 5.  | "I can't believe you !!"                                                                                            | Mai Kuraki  | Free-role J            | Free-role J                 | 3:50 |
| 6.  | "Secret Lover" | Mai Kuraki  | Free-role J            | Free-role J                 | 3:43 |
| 7.  | "Hello!" | Mai Kuraki  | Hidekazu Uchiike       | Daisuke Ikeda               | 3:53 |
| 8.  | "24 Xmas time" | Mai Kuraki  | All The Rage           | All The Rage, JJ, Carlos H  | 4:14 |
| 9.  | "Catch" | Mai Kuraki  | Takahiro Hiraga        | Takahiro Hiraga             | 4:14 |
| 10. | "You and Music and Dream"                                                                                           | Mai Kuraki  | Aika Ōno               | Cybersound                  | 4:06 |
| 11. | "TOP OF THE WORLD" (special track)                                                                                  | John Bettis | Richard Lynn Carpenter |                             | 3:00 |
| 12. | "Yume ga saku haru -remix-" (jap. 夢が咲く春 -remix-) (bonus track)                                                 | Mai Kuraki  | Akihito Tokunaga       | Remixed by Akihiro Tokunaga | 3:54 |
| DVD | |             |                        |                             |      |
| Nr  | Tytuł | Słowa       | Kompozycja             | Aranżacja                   | Czas |
| 1.  | "Inside of touch Me ! ~Mai Kuraki ga kataru "touch Me!"~" (jap. Inside of touch Me ! 〜倉木麻衣が語る"touch Me!"〜) |             |                        |                             |      |

## Notowania
| Lista                      | Pozycja |
| -------------------------- | ------- |
| Oricon Weekly Albums Chart | 1       |
| Taiwan Combo Chart         | 12      |
| Taiwan J-Pop Chart         | 1       |